# HMS Atheling
Pour les autres navires du même nom, voir USS Glacier.
Le HMS Atheling est un porte-avions d'escorte construit en 1942 par la Seattle-Tacoma Shipbuilding Corporation à Tacoma. Il est commandé à l’origine par la United States Maritime Commission pour être un cargo polyvalent de Type C3 nommé USS Glacier. Toutefois, en juillet 1943, quelques jours après sa réception officielle, il est réquisitionné par la Royal Navy, qui le convertit en porte-avions d'escorte de la classe Ruler sous le nom de HMS Atheling. Désarmé après la Seconde Guerre mondiale, il est vendu à la Flotta Lauro Lines, qui en fait un paquebot nommé Roma. Il est remis en service en 1951 et assure des traversées entre l’Italie et l’Océanie. En 1966, il est retiré du service à la suite de la baisse de fréquentation et vendu à une compagnie de démolition navale. Il est détruit à Savone l’année suivante.